# Birgit Allen-Haage
Birgit Margareta Fivel Allen-Haage, född 22 december 1917 i Halmstad, död 19 november 2009 i Huddinge församling, var en svensk konstnär.
Hon var dotter till ingenjören U Allen och E Pettersson och från 1947 gift med Sten Haage och i sitt andra gifte med Eric Fivel. Efter genomgången flickskola i Halmstad studerade hon vid Slöjdföreningens skola i Göteborg 1937, och vid Tekniska skolan i Stockholm 1937–1939 samt under studieresor till Rotterdam, Amsterdam och Haag 1938–1939, hon studerade måleri för Mollie Faustman vid Académie Libre 1945. Hon medverkade i utställningen Unga tecknare på Nationalmuseum ett par gånger och i Varbergs jubileumsutställning 1944, hon medverkade från 1939 i Hallands konstförenings samlingsutställningar. Allen-Haage är representerad vid Hallands museum i Halmstad.